# Revolutionære Socialister (2014)
 For alternative betydninger, se Revolutionære Socialister (flertydig). (Se også artikler, som begynder med Revolutionære Socialister)
Revolutionære Socialister (tidl. Socialistisk Standpunkt) er en marxistisk forening i Danmark, som arbejder for at fremme Karl Marx', Friedrich Engels', Vladimir Lenins, Lev Trotskijs og Ted Grants idéer inden for den danske arbejderbevægelse.[kilde mangler] Gruppen blev stiftet i 2001, udgiver på månedsbasis (10 nr. pr. år) avisen "Revolution" og driver desuden et websted samt den teoretiske hjemmeside Marxistiske Klassikere.
Gruppen er organiseret som en kadreorganisation med demokratisk centralisme og arbejder efter Ted Grants strategi for entrisme og er den danske sektion af International Marxist Tendency (IMT).[kilde mangler] På sin kongres i 2014 skiftede partiet navn fra Socialistisk Standpunkt til Revolutionære Socialister. I samme forbindelse blev partiavisen omdøbt til Revolution. Det skete efter at halvdelen af medlemmerne var splittet ud og dannet en ny forening, Socialisten, og gået med i Enhedslisten.

## Politik
Politisk arbejder gruppen for at forsvare de revolutionære principper, som den danske arbejderbevægelse blev stiftet på og for at kæmpe for at fagforeninger, studenter- og elevbevægelsen og arbejderpartierne (Socialdemokraterne, Socialistisk Folkeparti og Enhedslisten) vender tilbage til et klart socialistisk og revolutionært grundlag. Konkret har Socialistisk Standpunkt opfordret til at de tre arbejderpartier skulle gå sammen om et program for en arbejderregering på et socialistisk program. Socialistisk Standpunkt har været en markant kritiker af Helle Thorning-Schmidts regering og af SF's deltagelse i den. Således erklærede Socialistisk Standpunkt før valget at de ikke mente SF burde gå i regering på baggrund af Fair Løsning og Fair Forandring. Socialistisk Standpunkt har ligeledes været en kraftig kritiker af at arbejderbevægelsen samarbejder med borgerlige partier som Det Radikale Venstre og er modstander af ethvert regeringssamarbejde med dem.[kilde mangler]
I miljø- og klimadebatten mener Socialistisk Standpunkt, at man ikke kan adskille kampen for et bæredygtigt miljø fra kampen imod kapitalismen og at klimakrisen kun kan løses gennem en demokratisk planlagt økonomi, altså socialisme. På samme måde afviser Socialistisk Standpunkt ideer som feminisme og queerteori der ser kvindeundertrykkelse og undertrykkelse af seksuelle minoriteter som helt eller delvist adskilt fra klassekampen. I stedet fastholder Socialistisk Standpunkt at kampen imod kvindeundertrykkelse og undertrykkelse af seksuelle minoriteter er en integreret del af kampen for socialisme og at undertrykkelsen er en direkte konsekvens af klassesamfundet og ikke af et separat eksisterende patriarkat eller lign.[kilde mangler]
Socialistisk Standpunkt prioriterer politisk uddannelse og dybtgående analyser og for at være fortalere for at politisk aktive må uddannes i de socialistisk ideer og klassekampens historie for på den måde at forberede dem på kommende kampe. Endvidere ønsker Socialistisk Standpunkt fokus på internationale forhold, særligt på revolutionerne i Latinamerika og den arabiske verden.[kilde mangler]

## Eksklusioner
26 medlemmer af gruppen, som arbejdede i Socialistisk UngdomsFront, blev ekskluderet af organisationen i 2007. Dette skete efter et forslag om eksklusioner i 2006 var blevet nedstemt. I eksklusionsbegrundelse lyder det, at de havde modarbejdet organisationen og dens program. Socialistisk Standpunkt og et mindretal af SUF'ere som var imod eksklusioner mente, at eksklusionerne var et forsøg fra højrefløjen af SUF på at styrke deres magt i SUF ved at ekskludere den eneste organiserede venstrefløj. Under den første eksklusionssag samlede en del af eksklusionsmodstanderne sig i Demokratisk Netværk, der ophørte med at fungere kort efter at eksklusionerne blev stemt ned. Efter den anden eksklusionssag i 2007 stiftede en gruppe af eksklusionsmodstandere Venstreoppositionen i SUF (VO). VO var mere politisk samlet end Demokratisk Netværk og inkluderede udover modstand til eksklusionerne et program med kritikpunkter af, hvad de anså som en højredrejning af SUF. VO's mål var at bringe SUF tættere tilbage til sit Principprogram. 5 lokalafdelinger af SUF (Vejle, Vestegnen, Østerbro, Roskilde og GSV-GLT (der dækkede Gentofte, Gladsaxe og Lyngby kommune)) valgte at fortsætte med at samarbejde med ekskluderede SUF'ere fra Socialistisk Standpunkt, der havde været aktive i deres afdelinger. Dette førte til, at ledelsen af SUF truede med at tvangslukke afdelingerne. Som modsvar stiftede de 5 afdelinger et netværk af lukningstruede afdelinger i SUF. 4 ud af de 5 afdelinger valgte at fastholde samarbejdet hvilket fik ledelsen til at tvangslukke dem i 2007. Kun Vejle følte sig tvunget til at afbryde samarbejdet, men valgte at fortsætte i det nye Netværk af lukkede afdelinger. Efter at landsmødet i 2008 valgte ikke at genåbne de lukkede afdelinger meddelte VO, der havde støttet netværket, at de kollektivt melde sig ud af SUF og ind i Socialistisk Standpunkt. Efterfølgende fulgte flere fra de lukkede afdelinger efter og enkelte afdelinger, bl.a. Roskilde og GSV-GLT, opløste sig selv som afdelinger og de fleste meldte ind i Socialistisk Standpunkt. Det er ofte blevet påstået at både VO og Demokratisk Netværk blot bestod af folk fra Socialistisk Standpunkt og at dette også i høj grad gjaldt flere af de lukkede afdelinger. Dette er dog forkert. Alle de tre fraktioner inkluderede udover støtter af Socialistisk Standpunkt også andre trotskister (flertallet af VO's møder blev f.eks. holdt i Internationale Socialisters lokaler), anarkister, kommunister, moderate socialister, syndikalister og diverse andre retninger. Mens flertallet af VO og flere medlemmer fra de lukkede afdelinger gik ind i Socialistisk Standpunkt, valgte mange også at forlade politik fuldstændigt, engagere sig i Enhedslisten, eller at blive og arbejde for SUF.[kilde mangler]
Der har ydermere været eksklusionssager i forhold til medlemmers medlemskab af SFU.
Gruppen opfordrer til at melde sig ind i SF, men SF's hovedbestyrelse har besluttet, at Socialistisk Standpunkt betragtes som en "partilignende organisation" og ekskluderer derfor de medlemmer, som melder sig ind. 

## Andre initiativer
I 2002 som svar på kupforsøget i Venezuela stiftede Socialistisk Standpunkt den danske del af den internationale Hands Off Venezuela (HOV) kampagne som en bred og åben kampagne med det formål at forsvare den venezuelanske revolution.[kilde mangler]
I 2009 stiftede aktivister fra Socialistisk Standpunkt det åbne socialistiske studenternetværk Marxistiske Studerende.[kilde mangler]
Under revolutionen i Egypten imod Mubarak tog Socialistisk Standpunkt initiativ til stiftelsen af Initiativet for Arabisk Frihed. Initiativet inkluderede bl.a. Palæstinensisk Ungdom, Egyptisk Netværk og Hands Off Venezuela og stod for arrangeringen af en række protester og møder til støtte for oprørerne i den arabiske verden, heriblandt en demonstration 3. februar 2011 der samledes over 200 mennesker.
Socialistisk Standpunkt har ligeledes stiftet et forlag ved navn Forlaget Kompas. Senere måtte det dog pga. ophavsrettigheder skifte navn til Forlaget Marx.

### Forlaget Marx
Forlaget Marx er et marxistisk forlag og boghandel stiftet af Socialistisk Standpunkt. Oprindeligt hed det Forlaget Kompas, men måtte skifte navn pga. ophavsretlige grunde.
Forlaget Marx står for udgivelsen af bøger og pjecer om marxisme, socialisme, klassekampens historie og lignende emner, samt for udgivelse af klassiske socialistiske skrifter. Forlaget står også for handlen med udgivelser fra andre foreninger, heriblandt Hands Off Venezuela.